# Мададян, Андраник
Андрани́к Мададян (англ. Andranik Madadian, арм. Անդրանիկ Մադաթյան, перс. آندرانیک مددیان‎; род. 21 апреля 1958 года; Тегеран, Иран) — иранский и американский певец армянского происхождения. В основном поёт на персидском языке. Также небольшая часть его произведений на английском, армянском, таджикском и других языках. Признан лучшим иранским певцом десятилетия и четыре раза лучшим певцом года. Является неофициальным королём иранской (персидской) поп-музыки. Наиболее известен под псевдонимом Andy (Анди́).

## Биография и карьера
Андраник Мададян родился 21 апреля 1958 года в городе Тегеран. Начал карьеру в 1980-е годы в составе дуэта Andy&Kouros. В 1985—1991 годах вышли четыре альбома этой группы. Благодаря им Мададян стал, пожалуй, самым популярным певцом за всю историю иранской поп-музыки. В 1992 Kouros распался, и Анди начал сольную карьеру. Четырежды он был удостоен звания лучшего иранского певца года, а также был признан лучшим иранским певцом десятилетия. За сольную карьеру певец выпустил 15 альбомов.
Владеет персидским, армянским, английским, испанским, арабским языками. В настоящее время проживает в армянском районе Лос-Анджелеса (США).
Приносящим харизму обольстителя на экран и концертную площадку является Анди, легендарный изгнанник персидской музыки, также известный как «принц Персии» или «персидский Элвис» в кругах СМИ, кто выпустил множество альбомов, продающихся миллионными тиражами по всему миру с бесчисленными суперхитами. Персидская программа «Голоса Америки» назвала иранского исполнителем года, а армянский музыкальный ресурс «ArmenianPulse» — международным персидским певцом года. В своих турах Анди много раз обогнул земной шар, выступая на самых престижных площадках. Как гуманист, он участвовал и способствовал многим международным благотворительным акциям, недавно записав песню «Stand By Me» вместе с Джоном Бон Джови, набравшую 7 млн просмотров на YouTube. Он участвовал в полнометражных фильмах, включая «Дом из песка и тумана» студии «Dreamworks», и поддерживает независимые студии, снявшись, в частности, в фильмах «Futbaal», «The Florist», а также «Хранитель: Легенда об Омаре Хайяме» студии «Guide Company Films», где он сыграл губернатора древнего Самарканда. Анди впервые оставил свой след на экране в телевизионном фильме компании «АВС» «The Princess and the Marine» (2001).
Кроме кино, Анди проявляет себя музыкальным новатором, ищущим новые пути и раздвигающим привычные границы искусства музыки. Он выступает на переполненных музыкальных аренах США, Европы, Австралии, Канады, России и Ближнего Востока. Его гастрольное расписание включает в себя места, обычно редко посещаемые проживающими в США артистами. Среди них Армения, Узбекистан,Таджикистан в частности города Ташкент, Худжанд, Самарканд, Ближний Восток и другие, воспринимающие его послание добра и мира. В США в последние 10 лет он пользуется успехом, выступая в Греческом театре Лос-Анджелеса, также престижном «Kodak Theatre» в Голливуде и, конечно, масштабных площадках Лас-Вегаса. Недавно Андраник удостоился награды от музыкальной организации JPF в номинации «Лучший ближневосточный альбом и песня» второй год подряд. На гала-церемонии в «Universal Studios» он был назван «персидским певцом десятилетия». Пять лет подряд он получает престижные награды лучшему иранскому иностранному певцу года, лучшему иранскому исполнителю мира и за лучший иранский альбом мира. В ноябре 2009 Анди получил «Legend Award» от «Big Apple Music Awards». Городской совет Лос-Анджелеса дважды оценивал его вклад в развитие музыки города соответствующей наградой.
На первый взгляд, выделяется танцевальность музыки Анди. Где-то между мистерией древней музыки и цивилизации, насчитывающей 50 веков и дерзкой молодостью современности, нашёл своё уникальное место в музыкальной истории Анди. В его творчестве соединено звучание традиционных ближневосточных инструментов и западных drum`n`bass, гитары и синтезатора. В целом музыка Анди пронизана многими экзотическими влияниями. Кроме близкого ему персидского наследия, он вплетает в неё пышные арабские мотивы, африканские ритмы, приправленные гитарными партиями фламенко и западной танцевальной музыкой.
17 января 2020 года он получил 2684-ю звезду на знаменитой Голливудской «Аллее славы», став первой звездой из Ирана

## Дискография

### В составе Kouros
- 1985: Khastegari
- 1988: Parvaz
- 1990: Balla
- 1991: Goodbye
- 2006: Andy & Kouros Vol. 1
- 2006: Andy & Kouros Vol. 2

### Сольные альбомы
- 1992: Beegharar
- 1993: Laili
- 1994-1995: Tanhaee (частично на армянском)
- 1996: Devoted (частично на армянском)
- 1998: Silk Road (частично на армянском)
- 1998: Ghahremananeh Vatan
- 1999: Nune (полностью на армянском)
- 2000: And My Heart… (частично на армянском)
- 2001: Yaran
- 2002: Khalvateh Man
- 2003: Orere Seero (полностью на армянском)
- 2004: Platinum
- 2006: City Of Angels (частично на армянском)
- 2007: Airport (частично на армянском)